# Берглоф, Эрик
Э́рик Бе́рглоф (швед. Erik Berglöf) — шведский экономист, в настоящее время директор Института международных отношений (IGA) Лондонской школы экономики и политических наук (LSE). В марте 2019 года был назначен в Группу мудрецов по европейской финансовой архитектуре Европейского Совета, где Берглоф и восемь других экономистов предложат изменения в структуре финансирования развития ЕС. С 2006 по 2015 год являлся главным экономистом и специальным советником Президента Европейского банка реконструкции и развития (ЕБРР).
В настоящее время Эрик Берглеф также является приглашенным старшим научным сотрудником в Брукингском институте в Вашингтоне, округ Колумбия, членом совета директоров и научным сотрудником Европейского института корпоративного управления в Брюсселе, а также членом Совета директоров Российской экономической школы, членом Управляющего совета в Институте нового экономического мышления в Нью-Йорке, попечитель Фонда прав человека Бьянки Джаггер и Международной организации «Женщины за женщин».

## Лондонская школа экономики (LSE)
Профессор Эрик Берглоф стал первым Директором Института глобальных отношений (IGA) 1 февраля 2015 года.

## Европейский банк реконструкции и развития(ЕБРР)
В качестве главного экономиста, Берглоф, входил в состав исполнительного комитета банка, операционного комитета и комитета по стратегии и политике.

### Венская инициатива
Во время работы в ЕБРР в 2006 году он участвовал в создании «Венской инициативы». Это механизм координации антикризисных мер с участием частных банков, МВФ, Всемирного банка, Европейского инвестиционного банка и Европейской комиссии. «Венская инициатива» призвана смягчать воздействие мирового финансового кризиса в Европе. В рамках Венской инициативы 2.0 Берглоф возглавил рабочую группу по банковскому союзу. При участии представителей международных финансовых институтов, Европейской комиссии, ЕЦБ , национальных регуляторов и надзорных органов различных стран, а также ряда частных банков.
Берглоф запустил «Переход к переходу» (T2T), предназначенный для содействия обмену опытом и реформированию между коллегами из различных директивных органов и отраслевых экспертов в текущих странах операций ЕБРР и странах южного и восточного Средиземноморья.
Вместе с Forward Thinking, аналитическим центром, способствующим взаимопониманию между широкими слоями мусульманских общин и европейскими политиками, он также организовал серию многопартийных встреч по вопросам развития частного сектора с политическими лидерами из Египта, Ливии и Туниса.

### Реформа Европейского Союза
Берглоф также принимал участие в формировании политики и реформе связанной с европейским кризисом в качестве члена Совета INET. Кроме того, он участвует в  финансовой реформе в качестве члена совета при Всемирном экономическом форуме. Он является автором публикаций по европейской реформе, в том числе «Построение до последнего: политическая архитектура для Европы». В Швеции он также работал в ряде правительственных комиссий, занимающихся регулированием и надзором финансового сектора, в том числе в комиссии по расследованию финансового кризиса в Швеции и Комиссии по финансовым рынкам.

### Корпоративное управление
Корпоративное управление было особым интересом Берглофа. Он принимал участие в написании научной литературы по сравнительному изучению корпоративного управления, а также участвовал в различных политических инициативах, в том числе в качестве бывшего директора Глобального форума по корпоративному управлению  и члена совета директоров и научного сотрудника Европейского института корпоративного управления.  В Швеции он был экспертом в правительственной комиссии по собственности и контролю и был приглашен в совет, созданный для оценки реализации шведского кодекса корпоративного управления.